# Order „Znak Honoru”
Order „Znak Honoru” (ros. Орден «Знак Почёта») – ustanowiony uchwałą Centralnego Komitetu Wykonawczego ZSRR z 25 listopada 1935 roku.
Order mógł być nadawany kilkakrotnie. Najwięcej – czterokrotnie – został odznaczony tym orderem gen. płk Wojsk Rakietowych Przeznaczenia Strategicznego – Nikołaj Czerwiakow.
22 sierpnia 1988 zmieniono nazwę orderu na „Order Honoru” (Орден Почёта), ale pod starą nazwą był on nadawany do 23 grudnia 1988. Ostatnimi nagrodzonymi Orderem „Znak Honoru” 23 grudnia 1988 byli Polacy: Natalia Kowalska – wykładowczyni Uniwersytetu Warszawskiego, Roman Muranyi – dziennikarz i Hanna Prokopczuk – redaktor Polskiej Agencji Interpress (za aktywny udział w tworzeniu książki „Pamięć”).
Do 1991 (rozwiązanie ZSRR), kiedy to zakończono definitywnie nadawanie orderu – liczba nadań wyniosła 1 580 850.

## Statut orderu
Order został ustanowiony dla nagradzania wybitnych zasług w dziedzinie produkcji, działalności naukowo-badawczej, społeczno-kulturalnej, sportowej oraz w innych sferach działalności państwowej i społecznej.
Zgodnie ze statutem orderem mogą być nagradzani obywatele ZSRR oraz przedsiębiorstwa, jednostki wojskowe, instytucje, organizacje, republiki związkowe i autonomiczne, kraje, obwody, rejony, miasta i inne jednostki podziału administracyjnego. Orderem mogą być też nagradzani obywatele innych państw, ponadto przedsiębiorstwa, instytucje, organizacje, miasta z innych krajów.
Order jest nadawany w szczególności:
- za wybitne zasługi w produkcji przemysłowej, rolnictwie, budownictwie, transporcie, łączności, handlu oraz innych gałęziach gospodarki narodowej,
- za osiągnięcie wysokiej wydajności pracy, ulepszanie jakości produkcji,
- za znaczące wyniki w socjalistycznym współzawodnictwie pracy, w wykonywaniu i przekraczaniu zadań planowych,
- za wielkie zasługi w rozwoju nauki i techniki, wdrażanie nowych technologii,
- za projekty racjonalizatorskie, mające wielkie znaczenie techniczno-ekonomiczne,
- za wybitne zasługi w umacnianiu obronności kraju,
- za twórcze osiągnięcia w dziedzinie radzieckiej kultury, literatury i sztuki,
- za wielkie zasługi w wychowaniu i kształceniu młodego pokolenia, za szczególne osiągnięcia w dziedzinie kultury fizycznej i sportu,
- za umacnianie socjalistycznej praworządności i porządku publicznego,
- za wielkie zasługi w rozwoju współpracy gospodarczej, naukowo-technicznej między ZSRR a innymi państwami,
- za odwagę przejawioną podczas ratowania życia ludzkiego, w walce z klęskami żywiołowymi.

Order nosi się na lewej piersi w kolejności za Orderem Przyjaźni Narodów.

## Opis odznaki orderu
Order „Znak Honoru” ma kształt owalny, obramowany po bokach liśćmi dębu. Podstawowy element wykonany jest ze srebra. W środkowej części znajdują się figury robotnika i robotnicy, niosących symetrycznie rozmieszczone z prawej i lewej strony sztandary z napisem: Пролетарии всех стран, соединяйтесь! (Proletariusze wszystkich krajów, łączcie się!). W górnej części orderu jest umieszczona pięcioramienna gwiazda, pod nią na sztandarach znajduje się napis: CCCP. W dolnej części odznaki orderu jest umieszczony napis: ЗНАК ПОЧЕТА („ZNAK HONORU”). Sztandary oraz gwiazda są pokryte rubinowo-czerwoną emalią i są złocone po brzegach.
Do 1943 order był mocowany za pomocą gwintu z nakrętką, a od 19 czerwca 1943 noszony był na jasnoróżowej wstążce z pomarańczowymi paskami po bokach.
Odznaka Orderu Honoru jest prawie identyczna z odznaką Orderu „Znak Honoru”. Jedyną różnicą jest brak napisu: ЗНАК ПОЧЕТА i znajdujący się w tym miejscu sierp i młot na tle liści laurowych. Numeracja orderów była kontynuacją numeracji orderów „Znak Honoru”.